# Genzano di Roma
Genzano di Roma es una localidad y comune italiana de la provincia de Roma, región de Lacio, con 23.912 habitantes.

## Evolución demográfica
| Gráfica de evolución demográfica de Genzano di Roma entre 1861 y 2001 |
|                                                                       |
| Fuente ISTAT - elaboración gráfica de Wikipedia                       |

## Ciudades hermanadas
- Châtillon (Altos del Sena), ( Francia)
- Merseburg, ( Alemania)
- Mokotów, ( Polonia)